# Zastava Bahreina
Zastava Bahreina sastoji se od bijelog polja koje je s pet trokuta odijeljeno od crvenog.
Crvena je tradicionalno boja Perzijskog zaljeva, a pet trokuta simbolizira pet stubova islama.
U povijesti je zastava bila samo crvena. Bijela boja predstavlja primirje sa zemljama u regiji.
17. veljače 2002. broj se trokuta smanjio da ih bude koliko stubova islama.

## Vanjske poveznice
- Flags of the World
- Povijest državne zastave Bahreina - Flags of the World